# 多布良卡 (揚皮爾區)
48°16′53″N 28°22′18″E / 48.28139°N 28.37167°E
多布良卡（烏克蘭語：Добрянка）是烏克蘭的村落，位於該國西南部文尼察州，由莫希利夫-波季利斯基區負責管轄，始建於1900年，面積1.32平方公里，海拔高度101米，2001年人口463，人口密度每平方公里350.76人。